# Groene Ecologische Partij van Mexico
De Groene Ecologische Partij van Mexico (Spaans: Partido Verde Ecologista de México, PVEM) is een groene politieke partij in Mexico.

## Geschiedenis
De partij is opgericht in 1991 als Ecologische Partij van Mexico (Partido Ecologista de México) en is ontstaan uit meerdere milieuorganisaties die actief waren geweest in de presidentscampagne van Cuauhtémoc Cárdenas in 1988. Jorge González Torres werd de eerste voorzitter. Bij de Congresverkiezingen van 1991 wist de partij geen zetels te halen. De partij nam in 1993 haar huidige naam aan. In 1994 deed de partij voor het eerst mee aan de presidentsverkiezingen, waarbij González Torres slechts 0,7% van de stemmen haalde. Sindsdien heeft de partij altijd kandidaten van andere partijen gesteund bij presidentsverkiezingen. Bij de Congresverkiezingen van 1997 won de partij voor het eerst zetels; de PVEM haalde zes zetels in de Kamer van Afgevaardigden en een in de Kamer van Senatoren
De PVEM maakte deel uit van de Alliantie voor Verandering, die Vicente Fox in 2000 aan een verkiezingsoverwinning hielp, en won in dat jaar zestien afgevaardigden en vijf senatoren. Een jaar later verbrak de partij echter het verbond met Fox' Nationale Actiepartij (PAN), en later ging de partij vaker samenwerken met de Institutioneel Revolutionaire Partij (PRI). De PVEM ging daardoor als een satellietpartij van de PRI gelden. Voor de presidentsverkiezingen van 2006 steunde de PVEM PRI-kandidaat Roberto Madrazo.
González Torres werd in 2001 opgevolgd als partijvoorzitter door zijn zoon Jorge Emilio González Martínez. De partij is omstreden omdat vrijwel de gehele partijleiding familie is van elkaar. In 2003 werd ze verplicht ook anderen toe te laten in het partijbestuur. Kort daarna kreeg de partij een boete wegens financiële onregelmatigheden in de verkiezingscampagne van 2000. In februari 2004 dook er een videocassette op waarin de huidige partijleider, Jorge Emilio González Martínez, een steekpenning van US$ 2 miljoen aangeboden kreeg, die hij aannam of in ieder geval niet weigerde. Hij kreeg de steekpenning aangeboden van zakenlieden uit Cancún, die toestemming voor bouwplannen nodig hadden. De gemeente Benito Juárez, waar Cancún deel van uitmaakt, werd bestuurd door een burgemeester van de PVEM.
De PVEM zorgde voor (internationale) ophef toen zij in 2009 een campagne startte waarin zij de herinvoering van de doodstraf bepleit. De Europese Groene Partij (EGP) gaf hierna aan de PVEM niet langer meer te erkennen als lid van de internationale familie van groene partijen. Bij de congresverkiezingen van 2009, waarin wederom de doodstraf een belangrijk thema was, deed de partij het opvallend goed en haalde zij 22 zetels.

## Ideologie
De PVEM beschouwt zichzelf als groene partij. De partij streeft ernaar de luchtvervuiling in vooral Mexico-Stad terug te dringen, natuurgebieden beter te beschermen en diegenen die de milieuwetgeving breken serieus te vervolgen. Desalniettemin is ze op andere onderwerpen rechtser dan de meeste groene partijen. Zo is de PVEM de enige politieke partij in Mexico die voorstander is van de doodstraf. Toen de Wetgevende Assemblee van het Federaal District in 2007 voor de legalisering van abortus stemde, stelden PVEM-afgevaardigden voor die wetswijziging ongrondwettig te verklaren en de voorstanders tot een gevangenisstraf te veroordelen, en verschillende PVEM-politici hebben zich uitgesproken tegen homoseksualiteit. Greenpeace heeft de partij bekritiseerd en is van mening dat de PVEM het etiket 'groen' misbruikt voor electoraal gewin; zo heeft de partij voor het verruimen van mogelijkheden tot genetische modificatie gestemd en hebben regionale PVEM-bestuurders bouwprojecten in natuurgebieden opgezet. Critici verwijten de partij opportunisme en machtswellust.

## Electoraat
De PVEM is een van de acht partijen die vertegenwoordigd is in het congres. De PVEM was bij de verkiezingen in 2021 de op vier na grootste partij van het land. De PVEM haalde 43 zetels in de Kamer van Afgevaardigden en 7 in de Kamer van Senatoren. De partij is vooral sterk in Mexico-Stad, de deelstaat Mexico en Quintana Roo. Zowel PVEM-politici als PVEM-leden zijn overwegend jong, 35% van de partijbestuurders is nog geen 30 jaar oud. De partijkleur is groen.

## Presidentskandidaten
- 1994: Jorge González Torres
- 2000: Vicente Fox
- 2006: Roberto Madrazo
- 2012: Enrique Peña Nieto
- 2018: José Antonio Meade Kuribreña
- 2024: Claudia Sheinbaum

## Partijvoorzitters
- 1991-2001: Jorge González Torres
- 2001-2011: Jorge Emilio González Martínez
- 2011-2020: Carlos Alberto Puente Salas
- 2020-        : Karen Castrejón Trujillo